# Rejosari (Kepil)
Rejosari is een bestuurslaag in het regentschap Wonosobo van de provincie Midden-Java, Indonesië. Rejosari telt 1332 inwoners (volkstelling 2010).